# 정선 용소동굴
정선 용소동굴(旌善 龍沼洞窟)은 대한민국 강원특별자치도 정선군 화암면의 조선 누층군에 발달한 동굴이다. 2015년 1월 16일 대한민국의 천연기념물 제549호로 지정되었다.

## 개요
정선군 화암면 백전리 백전초등학교 용소분교에서 하천을 따라 상류로 가다가 백전리 물레방아를 지나서 만나는 삼거리에서 우측으로 교량을 건너 100m가량 이동하면 농로 우측편 25m 지점에 동굴의 입구가 위치하고 있다.
고생대 전기의 퇴적암 지층 조선 누층군 중에 발달한 정선 용소동굴은 현재까지 국내에서 발견된 수중동굴 중 가장 큰 규모로 조사 구간을 기준으로 총 연장이 약 250m이고 수심은 약 50m이며, 내부 환경상 생물이 서식하기에는 열악한 조건이나 도룡뇽과 서식 어류 등 수중생물도 확인되고 있다.
동굴 생성물은 없으나 호수구간이 시작되는 지점에서 수중으로 수평, 수직, 경사로 수중동굴의 통로가 발달하고 있으며 총 연장이나 수심의 연장가능성이 있다.
조선 누층군 석회암 지역의 지하수의 유동과 석회동굴의 형성 과정 등을 밝힐 수 있는 학술적 가치를 가지며, 국내에서 지하수로 침수된 동굴 중 연장이 확인된 최장 동굴이다.

## 지정가치
현재까지 국내에서 발견된 수중 동굴중 통로의 길이와 수심 등이 가장 큰 규모이며, 도롱뇽과 서식 어류 등 다양한 수중생물도 확인된 동굴이다.
정선 용소동굴의 내부 환경은 생물이 서식하기에 열악한 조건이나, 몸은 하얗게 되고 눈은 퇴화한 특징을 갖고 있는 지하수 동물의 종 번식 가능성이 충분히 내재되어 있으며, 동굴에서 관찰되는 척추동물이 동굴의 특수 환경에 적응한 종으로 판명될 경우 동굴생태학적 가치가 클 것으로 기대된다.

## 공개 제한
용소동굴은 문화재보호법 제48조 및 같은 법 시행규칙 제30조의 규정에 의거 2015년 9월 4일부터 별도 제한 조치 해제시까지 공개를 제한한다.
용소동굴 내부 전 지역을 천연동굴의 보존 및 훼손 방지를 목적으로 공개를 제한하며, 문화재보호법 제48조제2항에 따른 공개 제한을 위반하여 문화재를 공개하거나 같은 조 제5항에 따른 허가를 받지 아니하고 출입한 자는 2년 이하의 징역 또는 2천만원 이하의 벌금에 해당하는 처벌을 받게 된다.(문화재보호법 제101조 제8호)
다만, 국가 및 당해 문화재 관리단체가 긴급한 사유가 발생한 경우에는 출입할 수 있으며, 문화재 수리·관리 및 보호·보존을 위한 학술조사 등 필요한 경우 문화재청장의 허가를 받아 출입할 수 있다.(문화재보호법 제48조제5항 및 동법 시행규칙 제31조)

## 참고 자료
- 정선 용소동굴 - 국가유산청 국가유산포털